# Булгаков, Саид-бей
Саид-бей Булгаков (21 февраля 1859, Коккозы, Таврическая губерния — 1939, Кисловодск, Орджоникидзевский край) — крымскотатарский дворянин, действительный статский советник, меценат. Таврический губернский предводитель дворянства (1917).

## Биография
Родился 21 февраля 1859 года в деревне Коккозы. Происходил из рода Булгаковых, прибывших в Крым с территории Турции в XVIII веке. Отец Али-бей Булгаков (1810-е годы — 1892) — дворянин, меценат. Мать — Решиде-ханым, дочь муфтия Крыма.
Образование получил на дому. В 18 лет пошёл на службу. Первоначально служил в канцелярии предводителя дворянства Перекопского уезда, а позже работал в штате канцелярии Таврического депутатского Дворянского собрания, был депутатом от Ялтинского уезда. Вместе с отцом в составе делегации Таврической губернии присутствовал на коронации императора Александра III в 1883 году. В память об этом Саид-бею Булгакову была пожалована медаль «В память коронации императора Александра III» для ношения в петлице на Александровской ленте. Следующая коронация в России — императора Николая II, — прошла 14 мая 1896 года и Саид-бей Булгаков вновь вошёл в состав делегации от Таврической губернии. В 1912 году, как предводитель Евпаторийского дворянства действительный статский советник Саид-бей Булгаков входил в состав делегации от Таврического дворянства для поездки в Москву на открытие памятника Александру III.
Дата вступления в службу — 1876 год, в классном чине — с 1886 года, действительный статский советник с 1911 года.
С 1910 по 1917 годы являлся бессменным предводителем Евпаторийского уездного дворянства. В 1917 году исполняющий обязанности таврического губернского предводителя дворянства, предводитель Евпаторийского уездного дворянства.

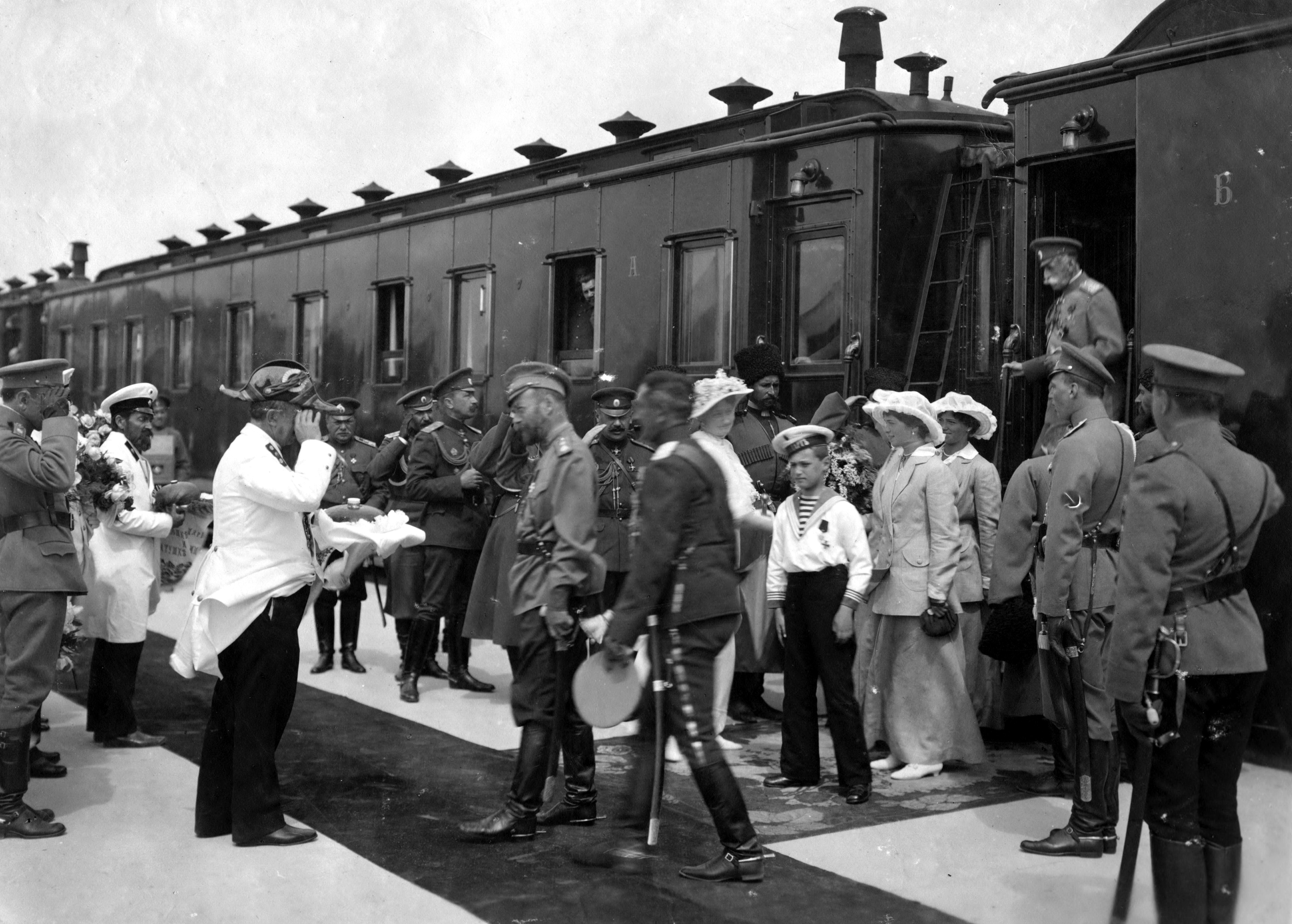
Булгаков приветствует Николая II в Евпатории, 1916 год

В 1909 году в составе делегации участвовал во встрече с председателем Совета министров Российской империи Петром Столыпиным в Санкт-Петербурге. Встречал императора Николая II в составе других представителей Таврической губернии во время его прибытия на вокзал Евпатории 16 мая 1916 года.
С 1912 года — действительный член Таврической учёной архивной комиссии (с 1923 года — Таврическое общество истории, археологии и этнографии).
После Октябрьской революции 1917 года вместе с семьёй переехал в Турцию, однако затем вернулся в Крым. С установлением власти большевиков вся собственность Булгакова была национализирована. Во второй половине 1920-х годов Булгаковы переехали в Кисловодск.
Скончался в 1939 году в Кисловодске.

## Общественная деятельность
Саид-бей Булгаков был известен как меценат. Являлся почётным членом Губернского попечительства детских приютов, Крымского мусульманского благотворительного общества. С 1897 по 1907 года являлся вторым почётным попечителем Симферопольской татарской учительской школы. В 1905 году Булгакова избрали почётным попечителем Симферопольской школы-рушдие. В 1908 году в деревне Булгак он профинансировал строительство земской школы. В 1915 году Саид Бей становится почётным попечителем Симферопольской частной гимназии учреждённой М. А. Волошенко.
Помогал Исмаилу Гаспринскому в работе над газетой «Терджиман». Учредил премию в размере 500 рублей для автора лучшего сборника материалов этико-дидактического содержания на крымскотатарском языке.

## Собственность
После смерти отца унаследовал его землевладения (4827 десятин на 1914 год).
В 1908 году выкупил усадьбу в Симферополе, располагающеюся в настоящий момент по адресу ул. Горького, 22 / Желябова, 14, у дочерей перекопского купца И. Л. Ляске Марии и Елены. Булгаков также построил или приобрёл усадьбу для родной сестры Айше-ханым. Сейчас усадьба расположена по адресу Краснознаменная, 41 (Старый город Симферополя).
После установления советской власти собственность Саид-бей Булгакова была национализирована. В пользу советского государства отошли принадлежавшие ему сады, лес, пахотные участки, различные постройки, имение в Коккозе (двухэтажный жилой дом, жилой одноэтажный дом, флигель с верандой, летняя кухня, каретный сарай, гараж, дом для рабочих, конюшня, амбар, сарай для животных, птичник). Из имения было вывезено семь расписных шкафов, комод, деревянный стол, 11 раскладных деревянных столов, два мягких дивана, диван деревянный, три мягких кресла, кресло-качалка, восемь венских стульев, 11 кроватей, два зеркала, 12 настенных картин, посуда.
Усадьба Саид-бея Булгакова в Симферополе перешла в собственность города в 1922 году.

## Семья
Трижды находился в браке. От первого брака — дочь Шахсине (род. 1881). Во втором браке состоял с дочерью мусульманского священника Фейзуллы эфенди Эльмас-ханым. От этого брака — дочь Девлет-ханым (род. 1886). Третья супруга — Фатима Кадыева. В третьем браки имел пятерых детей — Эмине (род. 1895), Зегиде (род. 1902) и Решиде (род. 1910) Хуршида (род. 1899) и Бегадина (род. 1907).

## Награды
- Медаль «В память коронации императора Александра III» (1883)[4]
- Орден Святого Владимира 4-й степени (1897)[6]
- Орден Святого Станислава 2-й степени (1901)[6]
- Орден Святой Анны 2-й степени (1906)[6]
- Орден Святого Владимира 3-й степени (1915)[6]
- Знак отличия «За труды по землеустройству»[6]

## Память
В романе «О, юность моя!» поэта Ильи Сельвинского Саид Бей Булгаков стал прототипом персонажа Булатова.
Именем Саид-бея Булгакова названа улицы в микрорайоне Исмаил-Бей города Евпатории.